# Gardens
Gardens (in inglese anche The Gardens) è un quartiere residenziale del centro di Città del Capo in Sudafrica.

## Società
Secondo il censimento del 2011 il quartiere ha più di 7 960 residenti, principalmente appartenenti alla comunità bianca (64,76%). I neri rappresentano invece il 23,48% degli abitanti mentre i coloured non sono che il 7,20% dei residenti.
L'inglese è la lingua madre del 60,37% degli abitanti del quartiere, l'afrikaans del 25,29% e lo xhosa del 3,57%.